# Vanaea
Vanaea là một chi rêu trong họ Jungermanniaceae.